# Joe Handley

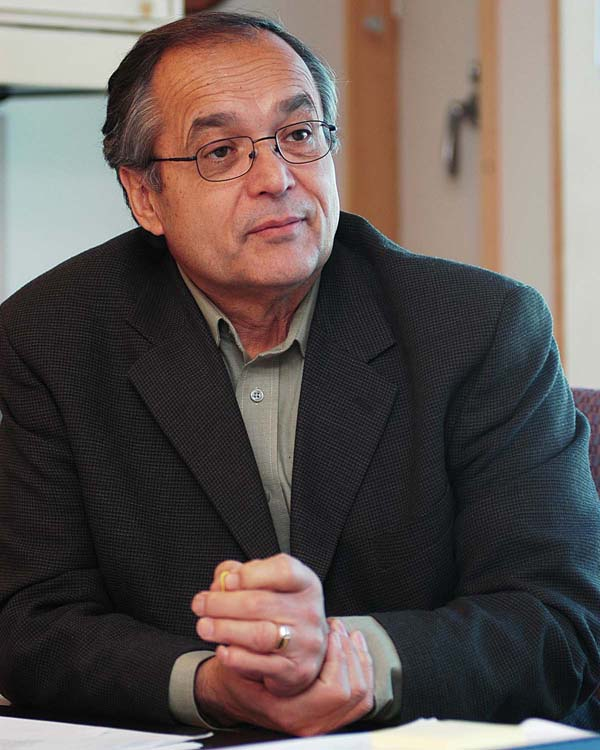
Joe Handley

Joseph („Joe“) Handley (* 9. August 1943 in Meadow Lake, Saskatchewan) ist ein kanadischer Politiker und Pädagoge. Er war vom 10. Dezember 2003 bis zum 16. Oktober 2007 Premierminister der Nordwest-Territorien.
Handley arbeitete nach dem Studienabschluss als Lehrer an verschiedenen Schulen in der Provinz Saskatchewan. Später war er Assistenzprofessor an der University of British Columbia und der University of Manitoba sowie als Dozent an der University of Cape Coast in Ghana. 1985 zog Handley in die Nordwest-Territorien und wurde von der Regierung zum Vizeminister im Bereich Bildung ernannt, später in den Bereichen erneuerbare Ressourcen, Naturschutz und wirtschaftliche Entwicklung.
Im Februar 1999 wurde Handley in die Legislativversammlung der Nordwest-Territorien gewählt und vertrat den Wahlkreis Weledeh, der einen Teil der Stadt Yellowknife umfasst. Ab 2000 war er Minister für Finanzen, ab 2001 zusätzlich Minister für Verkehr und verantwortlich für die staatliche Elektrizitätsgesellschaft Northwest Territories Power Corporation.
Nach dem Rücktritt von Stephen Kakfwi wählten die Abgeordneten der Legislativversammlung Handley am 10. Dezember 2003 zum neuen Premierminister (in den Nordwest-Territorien gibt es keine Parteien, sondern nur unabhängige Politiker). Darüber hinaus leitete er die Ministerien für die Belange der Ureinwohner und für Außenbeziehungen. 2004 präsentierte er einen Strategieplan für die Nordwest-Territorien. Dieser sieht langfristig vor, von der Bundesregierung vollständig die Kontrolle über die Ausbeutung der natürlichen Ressourcen zu übernehmen. Handley verzichtete auf eine Wiederwahl und trat am 16. Oktober 2007 zurück.